# دره نيل
دره نيل (بالفارسية: دره نيل) (بالإنجليزية: Darreh-ye Nil)‏، قرية في قسم درزوسابيان الريفي، الناحية المركزية، مقاطعة لارستان، محافظة فارس، إيران. سُجلت في إحصاء عام 2006 ميلادية ولم تسجل أي معلومات عن عدد سكانها.